# Montgesoye
Montgesoye är en kommun i departementet Doubs i regionen Bourgogne-Franche-Comté i östra Frankrike. Kommunen ligger i kantonen Ornans som tillhör arrondissementet Besançon. År 2022 hade Montgesoye 494 invånare.

## Befolkningsutveckling
Antalet invånare i kommunen Montgesoye
Referens:INSEE